# Estadio Metropolitano de Techo
El Estadio Metropolitano de Techo es un estadio de fútbol ubicado en Bogotá a 2657 m s. n. m., donde juegan como locales La Equidad y Fortaleza CEIF, equipos de la Primera División del fútbol colombiano, además de los equipos Tigres Fútbol Club y Bogotá F. C. de la Segunda División del fútbol colombiano.

## Dato

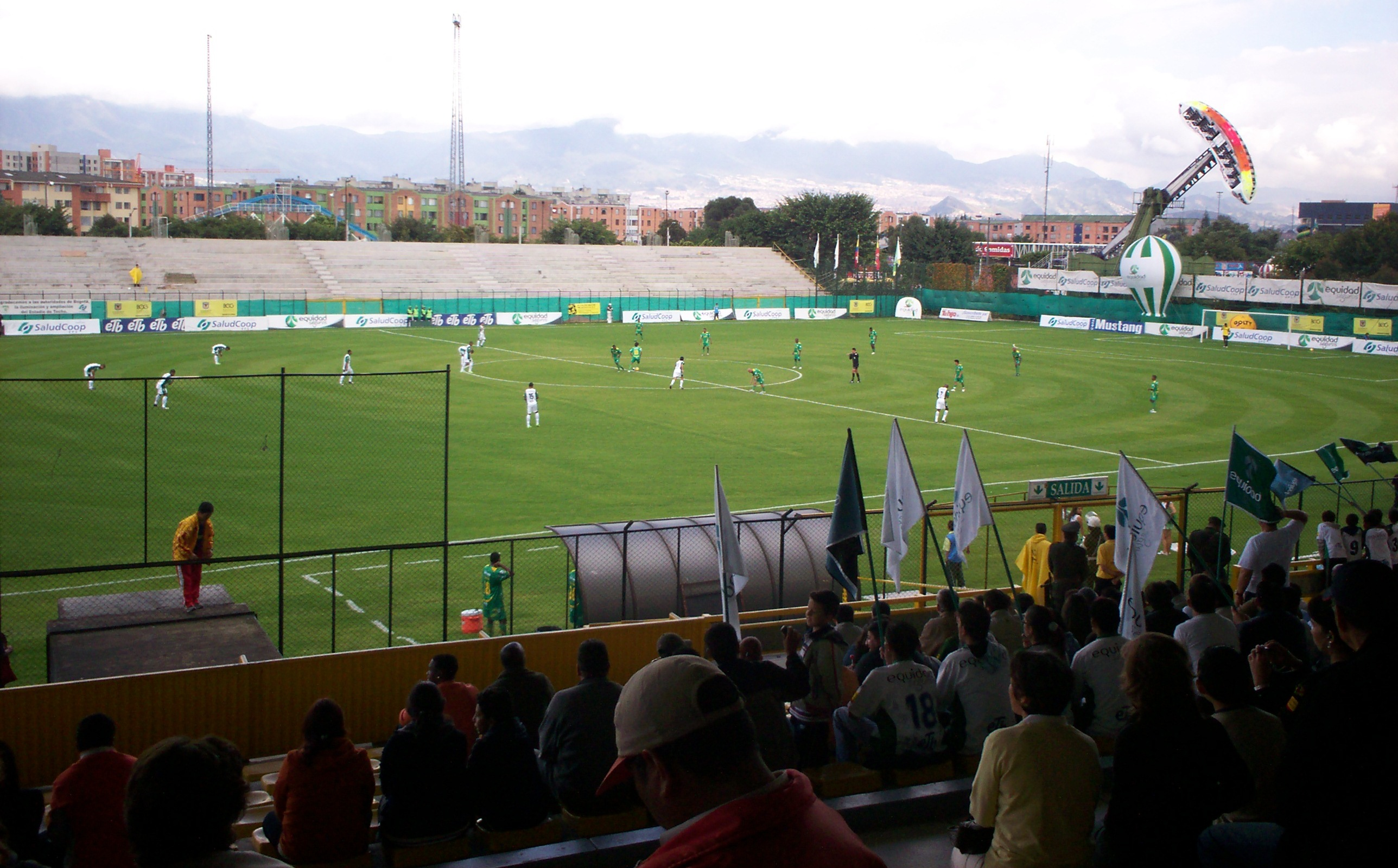
Estadio Metropolitano de Techo,

Es el estadio que más partidos oficiales fueron disputados en un solo año en el mundo, hecho ocurrido en la temporada 2015, cuando albergó la localía de 8 equipos profesionales (La Equidad, Bogotá F. C., Expreso Rojo, Fortaleza CEIF, Patriotas Boyacá, América de Cali, Deportes Tolima y Boyacá Chicó) tanto de la Categoría Primera A como de la Categoría Primera B y la Copa Colombia 2015, además de torneos internacionales como la Copa Sudamericana, que en total sumarían 93 partidos oficiales.
Vale aclarar que también se disputaron en este escenario partidos de la rama aficionada nacional correspondientes a la Difutbol que, al no ser de carácter oficial, no se tienen en cuenta para la estadística.
En promedio, el estadio albergó un partido cada 2 días durante el 2015.

## Localización
El estadio está localizado donde se encontraba el antiguo Hipódromo de Techo en Bogotá.
Se ubicado contiguo al Parque de Diversiones Mundo Aventura, al Centro Comercial Plaza de Las Américas, al Cine Colombia Multiplex Américas. Se puede acceder fácilmente a él, a través de la avenida Primero de Mayo, la avenida Boyacá y la avenida de las Américas, desde la estación Américas - Avenida Boyacá de TransMilenio antes llamada Mundo Aventura.

## Historia
El sector era parte de los dominios del Cacique Techotivá, que comenzó a ser colonizado en 1608. En años posteriores el sector se empezó a conocer como Techo, el cual comenzó a popularizarse en el siglo XX.
El estadio se ubica al suroccidente de la ciudad. Fue inaugurado en 1954 en el sector de Techo, como Hipódromo de Techo (Hipotecho) que hacía parte del complejo urbanístico rebautizado como Ciudad Kennedy. La tribuna occidental fue diseñada por el ingeniero colombiano Guillermo González Zuleta y fue declarada un monumento nacional.
El escenario fue muy popular en la ciudad hasta los años 70, cuando fue reemplazado por el Hipódromo de Los Andes, inaugurado en 1978, al norte de Bogotá.
Posteriormente fue convertido en estadio de fútbol, y de 1991 a 1995 albergó al Academia Bogotana en el Campeonato de Primera B. En 1994 fue sede de la Copa de las Américas Sub-23, del que la Selección de Colombia se coronó campeón, venciendo a Uruguay en la final.

### Llegada de La Equidad
En 2007, luego del ascenso de La Equidad a la Primera A, el escenario se convirtió en su sede, por lo que fue remodelado, con una fuerte inversión económica con el fin de convertirse en el tercer estadio en importancia de la ciudad (después de El Campín y el Estadio Alfonso López Pumarejo de la Universidad Nacional). Su aforo entonces era de tres mil espectadores.
Allí, el club 'Asegurador', dirigido por Alexis García, ha clasificado a los cuadrangulares semifinales del torneo en 2007-II y 2008. No obstante, La Equidad no ha disputado la fase decisiva del campeonato nacional por motivos de capacidad del Estadio de Techo, por lo que se traslada en esas ocasiones al Estadio El Campín.
En este estadio se disputó la final de la Copa Colombia 2008 entre La Equidad y Once Caldas.

### Remodelación 2008-2009
El Estadio de Techo fue sometido a obras para darle iluminación, junto con la construcción de graderías en los sectores de oriental, norte y sur, para ampliar la capacidad de 5000 a 12 000 espectadores. Actualmente puede albergar 10 000 aficionados todos en sillas independientes.
La ampliación futura del estadio, que incluye la gradería sur está pendiente de la culminación del contrato de comodato entre el Instituto Distrital de Recreación y Deporte y la Cámara de Comercio de Bogotá por los terrenos que forman parte del Parque Mundo Aventura. Esto debió haber sucedido  antes del 2020, pero ni el IDRD ni la cámara de comercio hacen algo en concreto para continuar con  la ampliación.

### Sede de otros equipos
A partir de allí, se limitó a ser sede de los partidos de la Liga de Fútbol de Bogotá y de la selección de la ciudad. También sirvió para el fugaz del Club Deportivo El Cóndor en la Primera B, en 1996, y el Cóndor Real Bogotá, en 2002 y 2003, en el mismo torneo de Primera B. En todos esos años, siempre se usó la infraestructura del hipódromo sin que se realizaran reformas.
En este estadio se enfrentaron por el Torneo Finalización 2010 los equipos Once Caldas y Atlético Nacional por la fecha siete.
En la última fecha del Torneo Finalización 2013, se enfrentaron los equipos Patriotas Boyacá y Once Caldas por un cupo a los cuadrangulares.
A comienzos de 2015 fue sede de los partidos del grupo A de los cuadrangulares de ascenso en la que estuvieron los equipos Cúcuta Deportivo, Deportes Quindío, Atlético Bucaramanga y Real Cartagena.
En 2015-II, además de La Equidad (el cual es su escenario habitual), también jugó en este escenario deportivo durante algún tiempo sus partidos de local los equipos Deportes Tolima, Boyacá Chicó y Patriotas Boyacá.
Fue sede de algunos partidos de local en la Primera B 2015 de América de Cali, en 2015 por nuevas adecuaciones del Pascual Guerrero para el Mundial Juvenil de Atletismo América hizo de local en Buga y el Estadio Metropolitano de Techo de Bogotá. En 2016-II el equipo Independiente Santa Fe jugó varios partidos de local y Millonarios dos partidos de local.
También fue sede (y es sede en partidos importantes) de los equipos Fortaleza CEIF en 2014 y 2016 y Tigres F. C. (antiguo Expreso Rojo) en 2017, durante su periplo en la Primera A. También es la sede habitual del equipo de Primera B, Bogotá F. C. Este escenario tiene un caso muy poco común en el mundo del fútbol al ejercer su localía en este estadio 4 equipos profesionales (La Equidad, Fortaleza CEIF, Tigres F.C. y Bogotá F.C.); por lo que su gramado debe recibir mantenimiento constante por parte del IDRD y los partidos deben programarse de manera muy cuidadosa para no afectar horarios de juego cuando ejercen sus partidos de local en una misma fecha.

### Sudamericano Sub-20 y Copa Libertadores Femenina 2023
A comienzos de 2023, fue una de las sedes del Sudamericano Sub-20, siendo precisamente en donde se disputaron algunos de los encuentros del Hexagonal Final del torneo. En octubre del mismo año, también fue sede de la Copa Libertadores Femenina, albergando algunos de los partidos de la fase de grupos, dos partidos de los cuartos de final y uno de los partidos de semifinales. 

### Otros eventos y acontecimientos
El estadio fue sede de entrenamiento de la Selección de Brasil previo a su partido contra Venezuela en las eliminatorias rumbo al Mundial de Catar 2022.
La tribuna occidental norte fue adaptada como Aeropuerto Internacional en las grabaciones de Pablo Escobar, el patrón del mal y La selección, la serie.